# Prakopce
Prakopce (německy Urberg) je název kopce o nadmořské výšce 376 m který se nachází ve Velkém Šenově v Ústeckém kraji.

## Charakteristika
Vrch náleží ke geomorfologickému celku Šluknovská pahorkatina, jeho okrsku Šenovská pahorkatina a podokrsku Mikulášovická pahorkatina. Geologické podloží tvoří olivinický nefelinit. Půdním pokryvem je převážně modální mesobazická kambizem, kterou ve vrcholové části střídá kambizem modální eutrofní a na východních svazích oglejená luvizem. Celý kopec je odvodňován Velkošenovským a Vilémovským potokem a náleží tak k povodí Labe a úmoří Severního moře. Vrcholová část kopce je zalesněna převážně listnatým lesem, jinak jsou vyšší části svahů využívány jako zemědělská půda. V nižších partiích svahů se rozkládá zástavba města.

## Kaple
Poblíž vrcholu stojí torzo kaple nazývané Urberg Kapelle. Měla být postavena kolem roku 1700 v barokním slohu a její zasvěcení není známé. Kaple stála na obdélníkovém půdorysu se segmentovým zakončením. Po druhé světové válce nebyla udržována a v 60. letech 20. století přišla o střechu. Zachovaly se zbytky zdí.

## Galerie

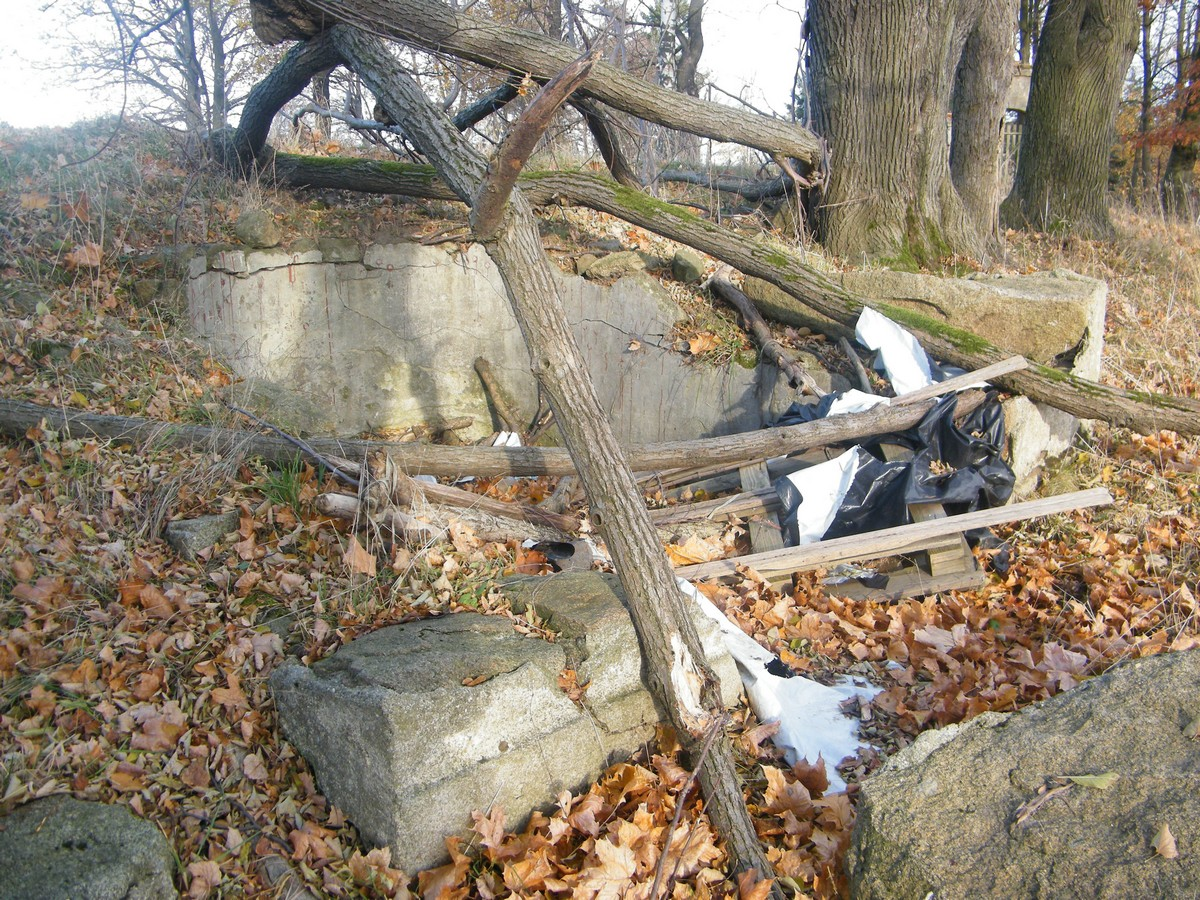
Torzo kaple